# Rue Pillet-Will
Pour les articles homonymes, voir Pillet.
La rue Pillet-Will est une voie du 9e arrondissement de Paris, en France. 
Dans Arbres, Jacques Prevert écrit "Si jamais à Paris vous passez par la rue Pillet-Will...emportez une plante, un brin d'herbe, un petit arbre.... 

## Situation et accès
La rue Pillet-Will est une voie publique située dans le 9e arrondissement de Paris. Elle débute au 15 bis, rue Laffitte et se termine au 20 bis, rue La Fayette.

## Origine du nom

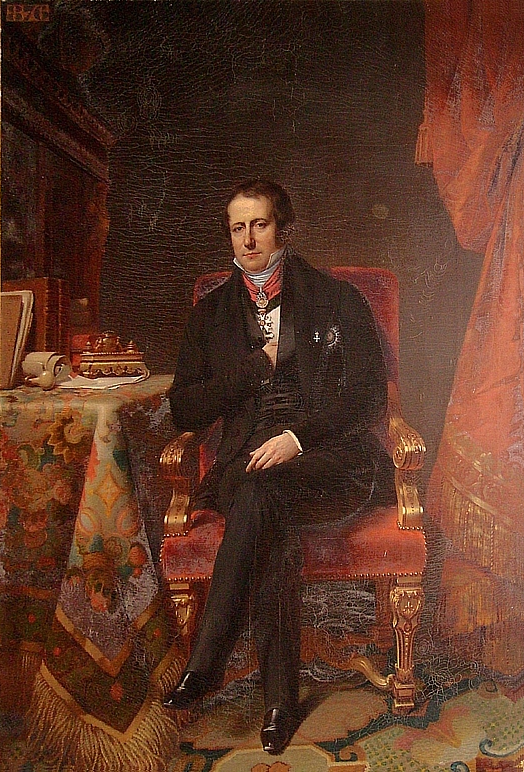
Le comte Pillet-Will.

Elle porte le nom du comte Michel Frédéric Pillet-Will (1781-1860), banquier français du XIXe siècle.

## Historique
La voie est ouverte en 1901 à l'emplacement de l'hôtel de la reine Hortense, et prend sa dénomination actuelle par arrêté du 6 novembre 1905.

## Bâtiments remarquables et lieux de mémoire
- No 5 : pendant l'occupation allemande, siège du Devisenschutzkommando (DSK) (Détachement pour la mise en sûreté des devises), chargé des devises et de la lutte - très lucrative - contre le marché noir.
- No 11 : immeuble primé au Concours de façades de la ville de Paris de 1910[2].